# Тарлочан Сінґг Чана
Тарлочан Сінґг Чана (10 липня 1949) — кенійський хокеїст на траві. Впродовж 22 років гра за клуб «Сімба Юніон» з Найробі. Увійшов до складу збірної Кенії на літніх Олімпійських іграх 1972 в Мюнхені, де вона посіла 13-те місце. Грав на позиції нападника, зіграв 8 матчів, забил один гол у ворота збірної Мексики.